# YouTube TV
YouTube TV è un servizio che offre TV in diretta, video on demand e cloud-based DVR. È di proprietà di YouTube, una consociata di Google. YouTube TV include più di 70 canali tra quali reti statunitensi come ABC, CBS, NBC, PBS, Fox, FX, AMC, CNN, Fox News, TBS, Discovery ed ESPN.
YouTube TV è stato lanciato il 28 febbraio 2017.

## Storia
YouTube TV aveva iniziato con lo streaming nel mese di aprile 2017 in cinque mercati statunitensi: New York, Los Angeles, Chicago, Filadelfia e San Francisco, oltre alle reti nazionali statunitensi. Altri canali includono: CNBC, MSNBC, Fox News Channel, BBC World News, The Smithsonian Channel; SundanceTV (di proprietà di AMC Networks ); Disney Channel (di proprietà di The Walt Disney Company); e BBC America (di proprietà congiunta di AMC Networks e BBC Studios). I membri di YouTube TV hanno anche accesso ai film e serie tv originali di YouTube Premium (sebbene un abbonamento a YouTube Premium non incluso con YouTube TV).
Nel 14 febbraio 2018, YouTube TV ha iniziato a trasportare le reti via cavo del Turner Broadcasting System di Time Warner (tra cui, tra gli altri, TBS, TNT, CNN e Cartoon Network).

## Caratteristiche
YouTube TV offre un servizio DVR basato su cloud con memoria illimitata che salva le registrazioni per nove mesi. Ogni abbonamento può essere condiviso tra sei account.

## Dispositivi supportati
I dispositivi TV YouTube supportati includono:
Smart TV
- Android TV
- Samsung Smart TV (solo modelli 2016 e superiori)
- LG Smart TV (su webOS 3.0 o versioni successive)
- Vizio Smartcast
- Roku Smart TV
- Hisense Smart TV
- Sharp Smart TV
- Sony Smart TV
- Walton Smart TV

Lettori multimediali in streaming
- Chromecast
- Nvidia Shield TV
- Roku
- Xbox One
- Amazon Fire TV
- Apple TV (4ª generazione e 4K)

Mobile
- Dispositivi mobili Android
- Dispositivi mobili Apple iOS (10.x o versioni successive)

Computer
- macOS
- Microsoft Windows